# 金沢沙里衣
金沢 沙里衣（かなざわ さりー、1993年8月29日 - ）は、日本の元タレント。京都府出身。よしもとクリエイティブ・エージェンシー大阪に所属していた。

## 人物
- 吉本発ガールズユニット（当時）つぼみの元メンバー、ミューモアヨシモトの「新生つぼみオーディション」の結果つぼみに加入（ミューモア組･同期11名）、つぼみ内の旧チーム体制にてチームcuteに所属していた、同期にシュークリーム（吉岡久美子・しより）、中上亜耶（よしもと所属マジシャンあやつるぽん）、八木沙季（アップフロント関西・元KRD8）、村上文香（元NMB48、現NHK大津キャスター）、いうちりならがいる。
- 愛称は、サリー、AGO、一時期「ダサリー」と呼ばれていた。
- 2014年3月30日に5upよしもと（現・よしもと漫才劇場）で行われたイベント出演を最後につぼみを卒業、同年3月31日付でよしもとを退社し芸能界引退。
- 引退後も自身のTwitterを残していたが、2015年3月10日に約一年ぶりにツイートし、つぼみファンへの最後の挨拶をもって同年3月30日付でアカウントを削除した。
- 2015年4月26日に梅田HEP HALLで行われた「TSUBOMI LIVE～梅田でごめんね。1000日前からI Love you～」にてOGとしてゲスト出演し現メンバーらと共に歌とダンスを披露した、つぼみ公演等、つぼみが出演しているイベントに観客として訪れている事が見られる。

## 出演

### インターネット動画
過去
- つぼみのニコニコランド（ニコニコ動画）：金曜出演

### テレビ
過去
- ツキギメ! 奇跡のムチャぶり大作戦 ムチャレンジ!! （2013年5月8日 関西テレビ)

### DVD
- つぼみの開花宣言!! ～はじめてのDVDガンバリました!～ (2011年2月9日 発売)